# الدوري الإسباني الدرجة الثالثة
الدوري الإسباني الدرجة الثالثة (بالإسبانية: Primera Federación)‏ هي المستوى الثالث في نظام دوري كرة القدم في إسبانيا. أعلى درجتين هي الدرجة الأولى (الليغا) والدرجة الثانية. كان يعرف هذا الدوري باسم الدوري الإسباني الدرجة الثانية ب (Segunda División B) من 1977 إلى غاية وضع نظام جديد للدوريات سنة 2021، وباسم Tercera División من 1929 حتى 1977.